# Saldón
Saldón è un comune spagnolo di 32 abitanti situato nella comunità autonoma dell'Aragona.